# Stempelkneter
Der Innenmischer-Stempelkneter ist eine Maschine, die in der Kautschukverarbeitung eingesetzt wird. Er dient dazu, die Kautschukmischung aus mehreren Einzelkomponenten (Natur-, Synthetik-Kautschuk, Weichmacher, Füllstoffe, Vernetzer, Beschleuniger,....) über einen zeitlich begrenzten Mischvorgang  diskontinuierlich herzustellen. Stempelkneter haben in der großtechnischen Kautschukindustrie die früher verwendeten Walzen als Mischaggregate weitgehend verdrängt.

## Aufbauprinzip

Aufbauprinzip eines Stempelkneters

Der Stempelkneter besteht aus einer geschlossenen Mischkammer (2), in der zwei gegenläufige Rotoren (4) das im freien Mischkammervolumen (3) befindliche Mischgut durchkneten. Befüllt wird der Stempelkneter in der Regel über die Schachtöffnung des Stempels (1), der dazu hochgefahren wird. Ist die Befüllung abgeschlossen, kann der Stempel herabgefahren und die Kammer geschlossen werden. Mischkammer, Rotoren und der Entleerungssattel (6) sind mit Kühlkanälen (5) durchzogen, mit denen der Stempelkneter auf eine zur Bearbeitung des Mischguts optimierte Temperatur erwärmt wird. Gegen Ende des Mischvorgangs wird die Entleerungsklappe (6) geöffnet und das Mischgut bei laufenden Rotoren entleert. (Zahlen in Klammern beziehen sich auf die nebenstehende Grafik)
Stempelkneter sind in Größen von 100 ml bis ca. 1000 l Kammervolumen gebräuchlich. Es sind auch Varianten ohne Entleerungsklappe bekannt, bei denen die Mischkammer zur Entleerung entweder gekippt oder demontiert wird.

## Funktionsprinzip

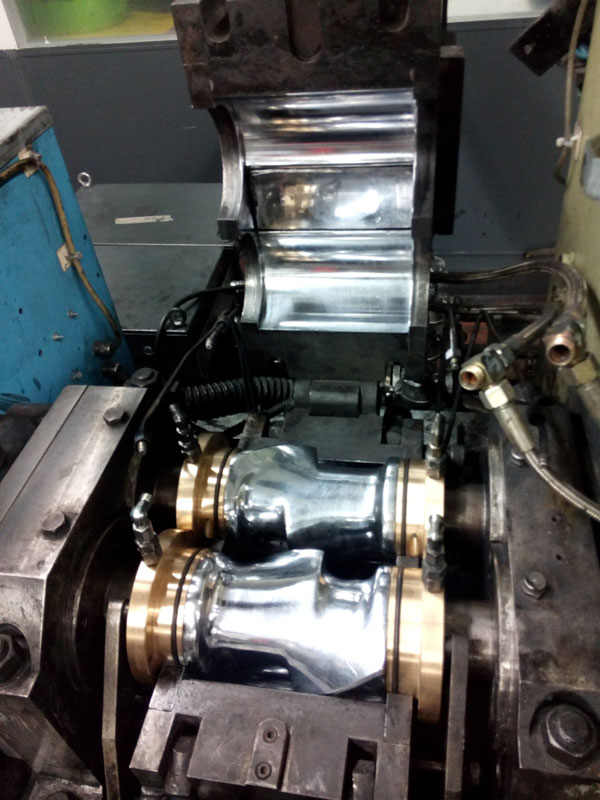
Stempelkneter (Laboranlage) mit geöffneter Mischkammer

Gemischt wird diskontinuierlich. Hierzu werden die Komponenten  bei geöffnetem Stempel in den Kneter gegeben. Danach fährt der Stempel vertikal mit hohem Druck auf die Mischung und schließt die Mischkammer ab. Im Inneren des Kneters befinden sich zwei gegenläufige Rotoren, durch die der Stempel die Kautschukmischung drückt. Durch die Wärmedissipation entstehen die zum Mischen nötigen Temperaturen. Mischkammer und Rotoren müssen ständig gekühlt werden, damit die Kautschukmischung (mit Vernetzern und Additiven) nicht anvulkanisiert (Knotenbildung). Zum Ende des Mischungsvorgangs wird der Entleerungssattel geöffnet und die kompaktierte und homogenisierte Mischung ausgetragen.
Ein abgeschlossener Mischungsvorgang wird auch als Mischstufe bezeichnet. Dieser Vorgang wird so lange wiederholt, bis die Mischung den gewünschten Mischungsgrad erreicht hat.

## Vorteil des Stempelkneters gegenüber Mischwalzen
Gegenüber den gegen Anfang des 20. Jahrhunderts in der Kautschukindustrie verwendeten offenen Mischwalzen besitzt der Stempelkneter Vorteile bei der Effizienz, der Produktivität, der Prozesssteuerung, der Arbeitssicherheit und der Arbeitshygiene.
Wurden  Füllstoffe, Öle und Wachse früher auf offenen Walzen in den Kautschuk eingemischt, so reduzierte die geschlossene Mischkammer deutlich die Emission von Stäuben und flüchtigen Bestandteilen. Auch entfiel bei der Arbeit an Mischern statt Walzen die Unfallgefahr durch die rotierenden heißen Walzen.
Während die Herstellung eines 30 kg Mischstücks auf einer Walze in der Regel zwischen 20 und 40 Minuten (je nach Komplexität des Mischungsrezeptes) beanspruchte, können heute mit Stempelknetern Mischungsgewichte von bis zu 400 kg in 2–4 Mischstufen à 5 Minuten gefertigt werden. Diese Steigerung der Produktivität geht einher mit einer Reduzierung des Personals gegenüber dem Mischwalzenbetrieb, das, je nach Automatisierungsgrad der Mischerlinie, 1 bis 4 Personen pro Linie betragen kann. Lässt man die Bereitstellung von Rohstoffen und den Abtransport der Produkte außen vor, ist sogar ein begrenzter vollautomatischer Betrieb einer Linie realisierbar.
Mischwalzen werden in der Regel von einem Walzenführer mit einem erheblichen manuellen und körperlichen Aufwand bedient. Gleichzeitig steuert der Walzenführer manuell den Mischprozess. Hingegen lassen sich Stempelkneter unter Einsatz einer elektronischen Prozesssteuerung automatisch betreiben. Die Herstellung der Kautschukmischungen wird dadurch reproduzierbarer, was sich in einer gleichmäßigeren und höheren Qualität der hergestellten Compounds und in einer exakteren Prozessführung in Hinblick auf die angestrebten Parameter (z. B. der Mischungstemperatur) niederschlägt. Dadurch werden zum Beispiel in Stempelknetern Herstellungsverfahren möglich, die sich auf Walzen nicht ohne weiteres realisieren lassen würden, wie etwa das reaktive Mischen.